# Perdita semilutea
Perdita semilutea is een vliesvleugelig insect uit de familie Andrenidae. De wetenschappelijke naam van de soort is voor het eerst geldig gepubliceerd in 1962 door Timberlake.